# 魯共公
魯共公（？—前353年），即姬奮，為戰国諸侯国魯国君主，魯国第三十任君主。他為魯穆公兒子，承襲魯穆公擔任該国君主，在位30年。
楊寬考証其在位時間在前382年—前353年。
魯共公十年（前373年），齐国田午弒君自立，国內動蕩，梁国伐齐至博陵，魯国伐齐至陽關。
魯共公二十七年（前356年）与宋桓公 (戰國時期)、衛成侯、韓昭釐侯朝梁文惠王。
魯共公因与楚宣王飲酒不歡，導致了楚国聯合齐国伐魯。這就是知名的「魯酒薄而邯鄲圍」的故事，相傳楚宣王聚集諸侯開會，魯共公遲到，且送來的酒味道很淡，楚王責備魯共公。魯共公回話：自己是堂堂魯周公的後人，對周天子立有大功，「送酒給你已經有失身分了，還敢指責我的酒淡薄？」楚王一怒之下，聯合齊國，發動大軍攻擊魯國。梁文惠王一直想攻擊趙國，但害怕楚國助趙，趁此時楚國大兵在魯，所以出兵伐趙，最後趙都邯鄲被梁軍包圍。
另說則是魯共公献給楚宣王薄酒，趙國獻的是好酒；楚国官員向趙國使節索賄，使節不給錢，於是官員把赵国的好酒跟鲁国的薄酒對調。由於魯酒太差，楚王大怒，一怒之下，所以出兵伐趙，邯鄲被楚國包圍（正史上楚國沒有包圍過邯鄲）。